# ایستگاه چستر (تورنتو)
ایستگاه چستر (انگلیسی: Chester station) یک ایستگاه مترو در خط ۲ بلور-دانفورث در تورنتو، انتاریو، کانادا است. این ایستگاه در خیابان چستر درست در شمال خیابان دانفورث واقع شده‌است. سرویس وای-فای در این ایستگاه موجود است.